# Visholmen

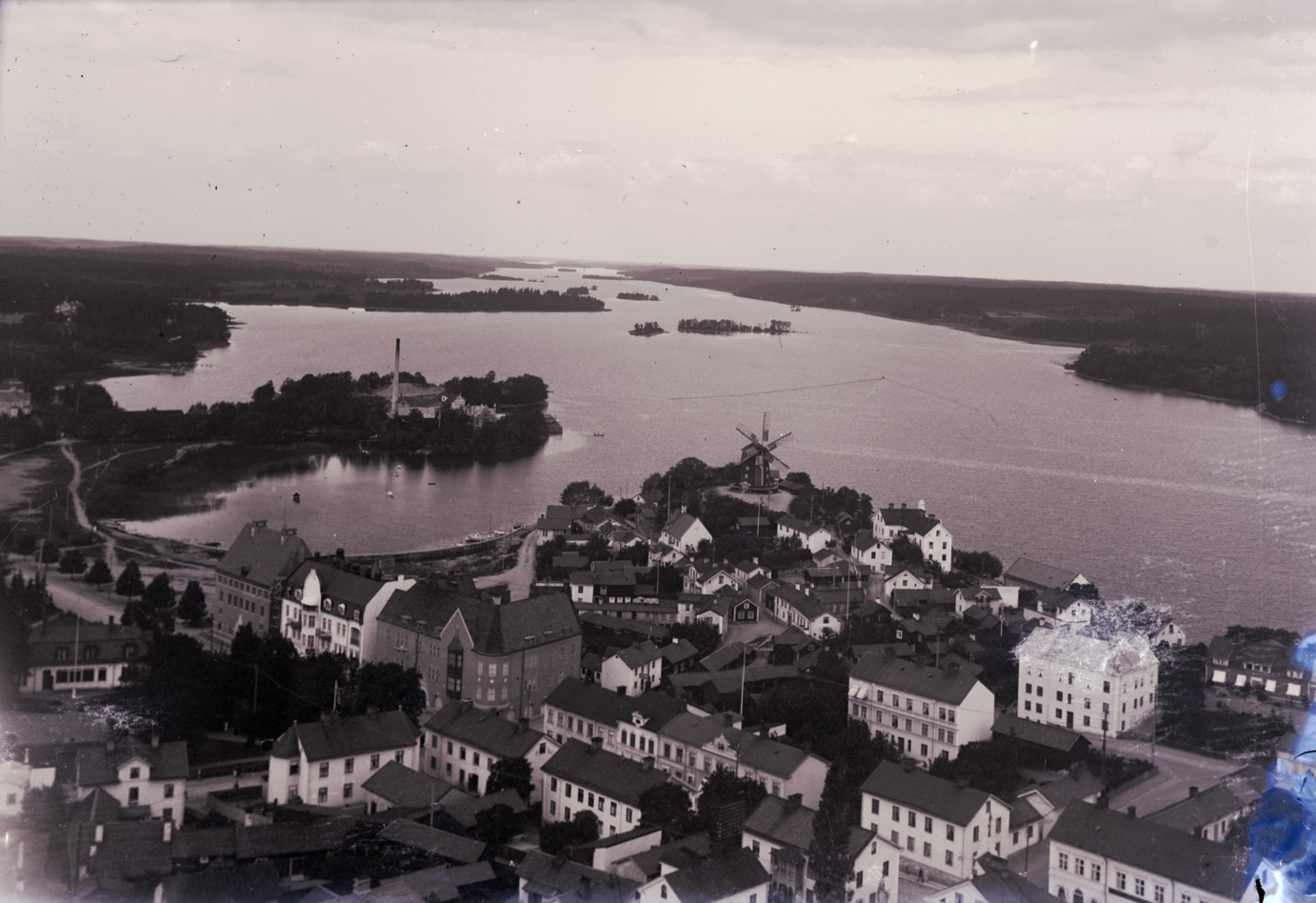
Centrala Strängnäs på 1910-talet med Visholmen till vänster.

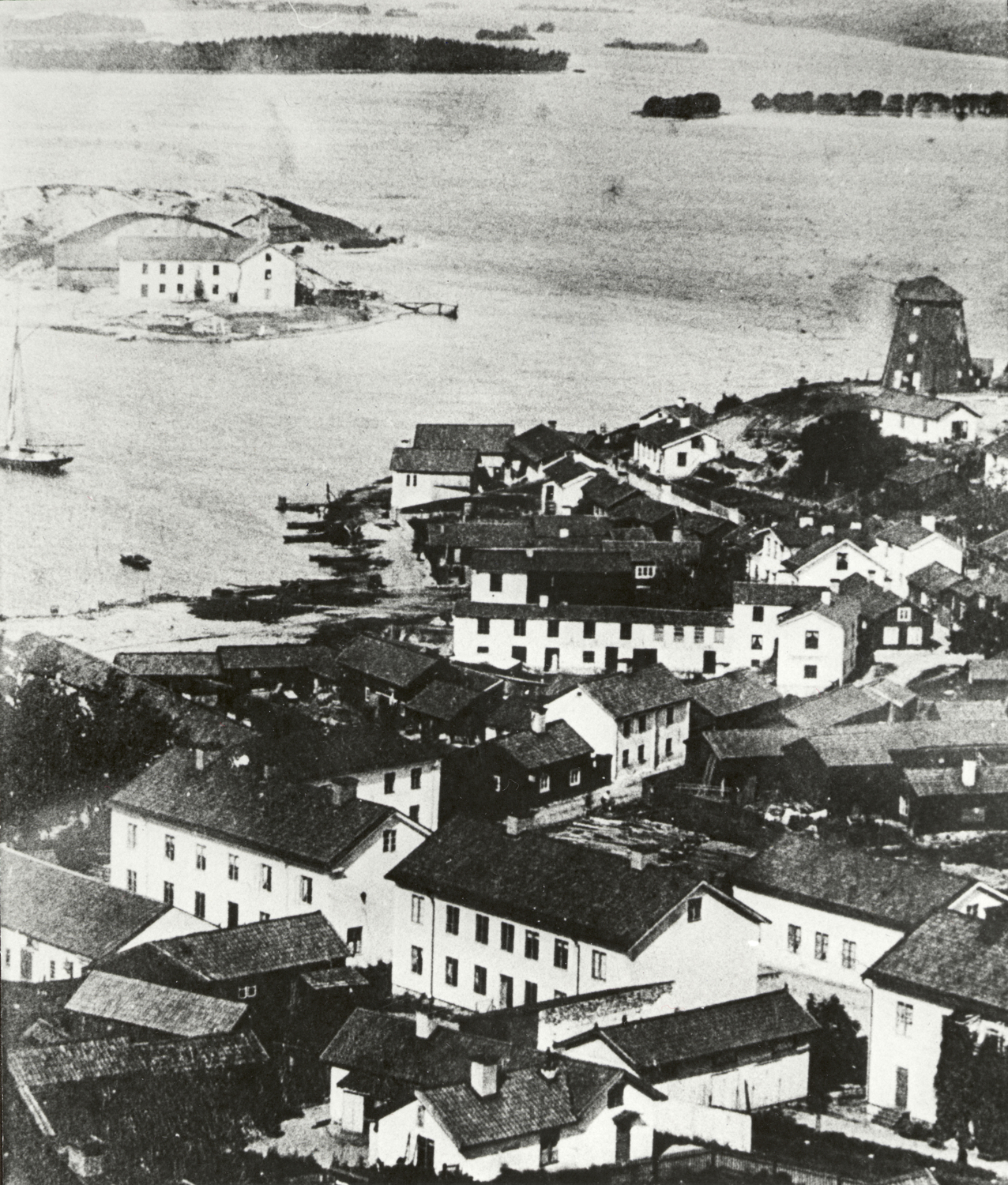
Utsikt från domkyrkan över Visholmen och kvarnen, cirka 1883.

Visholmen är en stadspark och halvö belägen i centrala Strängnäs. Halvön hette tidigare Notholmen och var ursprungligen en grusås fram till dess att sundet fylldes igen 1893. Visholmens första verksamhet var en tändsticksfabrik som etablerades under 1880-talet. Idag marknadsförs den som en "multifunktionell stadspark" som erbjuder bland annat badplatser, bangolf, tennisbanor samt en fotbollsplan.

## Historia

### Industri
1873 byggdes en tändsticksfabrik på Visholmen. Tillverkningen började år 1874, redan ett år senare hade företaget 96 anställda, bland dem 34 barn. 1887 upphör verksamheten. Senare köpte en av bolagets styrelseledamöter, August Widebäck, huset. Han byggde om det till bostadshus. Huset revs under 1900-talet.
År 1899 byggdes ett vattenledningsverk på Visholmen. Det lades ned 2009 men byggnaden kvarstår 2023.

### Strandbadet
Badförbud rådde från och med 1908 vid Visholmen på grund av oro för förorening i det närliggande vattenledningsverket. Samma år dömdes tre män anställda i Strängnäs till att böta två kronor var för att ha badat vid halvön.
Mellan 1920 och 1980 använde Strängnäs Segelsällskap holmens västra udde som slipanläggning.
Under 1940-talet tillkom golfbanan. Fotbollsplanen och tennisbanorna byggdes 1983.
Strandbadet på den nordvästra udden installerades 1925 och består idag av totalt tre badstränder varav två är utrustade med bryggor och den ena med hopptorn. Den tredje stranden har handikappramp. Toaletter, omklädningsrum och grillplats finns även intill Strandbadet.

## Galleri

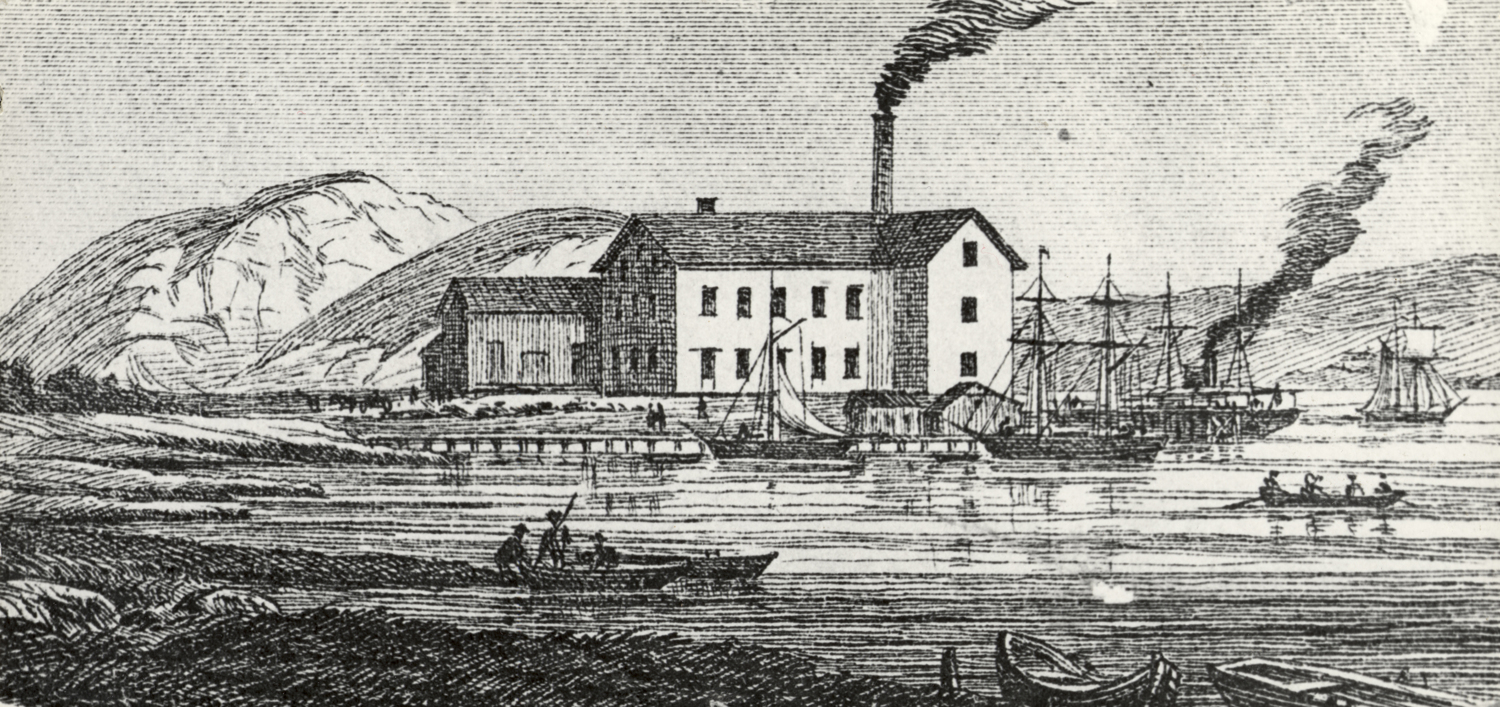
Strängnäs Tändsticksfabrik på Visholmen, cirka 1880.
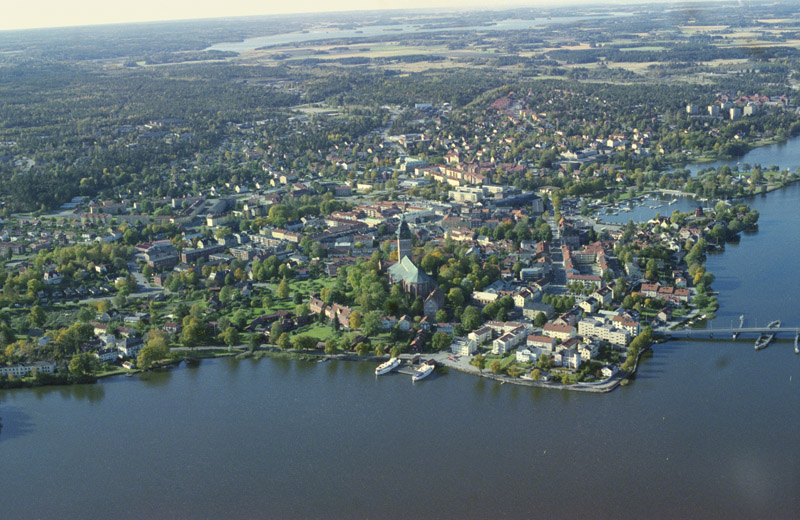
Flygfoto över Strängnäs, Visholmen till höger.